# Алехино (Иркутская область)
Алехино — село в Черемховском районе Иркутской области России. Административный центр Алехинского муниципального образования.

## География
Село находится на расстоянии 7 км к юго-востоку от города Черемхово, административного центра района.

## Население
| 2002 | 2010  | 2011  | 2012  |
| ---- | ----- | ----- | ----- |
| 1121 | ↗1186 | ↘1183 | ↗1199 |

## Улицы
| - ул. Городская, - ул. Заводская, - ул. Колхозная, - ул. Котовского, | - ул. Кузнечная, - ул. Нагорная, - ул. Новая, - ул. Озёрная, | - ул. Площадь Труда, - ул. Полевая, - ул. Рабочая, - пер. Садовый, | - ул. Северная, - ул. Советская, - пер. Школьный, - пер. Южный. |